# Мемориальный ордер
Мемориальный ордер — учётный документ, который указывает корреспонденцию счетов бухгалтерского учёта, в которые должна быть записана операция.
Составляется на основе первичных документов, поступивших в бухгалтерию. Каждому мемориальному ордеру присваивается постоянный номер.
В мемордере указываются номер, месяц, год, содержание записи, сумма, наименование дебетуемого и кредитуемого счетов (проводка).
Составляются на специальных бланках и подписываются главным бухгалтером.
Мемориальный ордер используется при проведении операций в национальной и иностранной валютах.
Мемориальный ордер должен содержать следующие обязательные реквизиты:
- наименование документа: «МЕМОРИАЛЬНЫЙ ОРДЕР»;
- номер мемориального ордера;
- дату;
- наименование плательщика;
- номер счета плательщика;
- наименование получателя средств;
- номер счета получателя средств;
- учётный номер налогоплательщика;
- наименование, код и местонахождение банка, обслуживающего плательщика (далее — банк плательщика);
- наименование, код и местонахождение банка, обслуживающего получателя средств (далее — банк получателя);
- назначение платежа;
- сумму платежа («Сумма в национальной валюте», «Сумма в иностранной валюте», «Сумма прописью в национальной валюте»);
- код иностранной валюты;
- курс иностранной валюты;
- вид операции;
- код платежа в бюджет;
- подписи.

Порядок нумерации мемориальных ордеров устанавливается банком самостоятельно.
Зачастую мемориальный ордер используется для списания денежных средств в пользу банка с расчетного счета за расчетно-кассовое обслуживание.
Если на основании первичного документа составляются несколько мемориальных ордеров, то первичный учётный документ прилагается к одному из мемориальных ордеров, а в других мемордерах указывается номер мемордера, к которому приложен первичный учётный документ.
В Российской Федерации Указанием Центрального банка РФ от 29.12.2008 №2161-У установлен порядок составления и оформления мемориального ордера при отражении в бухгалтерском учёте операций, совершаемых кредитными организациями.